# Embelia gerardii
Embelia gerardii är en viveväxtart som beskrevs av A. Taton. Embelia gerardii ingår i släktet Embelia och familjen viveväxter. Inga underarter finns listade i Catalogue of Life.